# Delias nigropunctata
Delias nigropunctata is een vlindersoort uit de familie van de Pieridae (witjes), onderfamilie Pierinae.
Delias nigropunctata werd in 1915 beschreven door Joicey & Noakes.